# Genuíno Sales
Genuíno Francisco de Sales (Pedro II (Piauí), 15 de abril de 1938 - Fortaleza, 29 de setembro de 2018), foi um um advogado, professor, poeta e escritor brasileiro, membro da Academia Cearense de Letras.

## Biografia
Filho de Antônio Francisco de Sales e de Izabel Francisca de Jesus. Em 1961, aos 23 anos, mudou-se para Fortaleza. Bacharel em direito pela Faculdade de Direito da Universidade Federal do Ceará, em 1966 e graduado em letras pela Universidade Estadual do Ceará, em 2001.
Foi professor de Língua Portuguesa e Literatura Brasileira de vários colégios de Fortaleza. Das atividades administrativas destacam-se: diretor de ensino da Organização Educacional Faculdade Farias Brito e da Secretaria da Federação dos Empregados de Estabelecimentos Bancários do Norte e Nordeste.
Ingressou na Academia Cearense de Letras no dia 29 de junho de 2006, ocasião em que foi saudado pela acadêmica Giselda Medeiros. Ocupou a vaga deixada pelo escritor João Clímaco Bezerra, cadeira número 9, cujo patrono é Fausto Barreto. Foi presidente da Academia Cearense da Língua Portuguesa, membro efetivo da Academia de Letras do Vale do Longá e da Academia de Letras Maçônicas do Estado do Ceará, Além de sócio correspondente da Academia Piauiense de Letras no estado do Ceará.
Casado com Glades Mendes Sales que também morava em Pedro II, com quem namorou durante seis anos, teve três filhos, dois homens e uma mulher e quatro netos. Morreu vítima de pneumonia, no Hospital Regional Unimed, em Fortaleza, ele também sofria de Mal de Parkinson há anos.

## Obra
É poeta e contista com os seguintes livros publicados:  
- Bem na Safena, (2000),
- EntreMentes, (poesias), (2003),
- Análise Sintática, (Caderno do Genuino), (2003),
- Os sertões, (poesias), (2003),
- Fins d'Água, (2005),

## Homenagens
Prêmios, títulos e condecorações:  
- Vencedor do I Concurso Ceará de Literatura, no gênero conto,
- Título de Cidadão Cearense,
- Medalha do Mérito Renascença em grau de Oficial, do governo do estado do Piauí,
- Intelectual do Século, outorgado pela Prefeitura Municipal de Pedro II,
- Medalha do Mérito Cultural, conferida pela Câmara Municipal de Pedro II
- Notório saber pela Universidade Estadual do Ceará.
- O Colégio Farias Brito criou a Copa Genuíno Sales,[17]